# Tipula (Acutipula) deva
Tipula (Acutipula) deva is een tweevleugelige uit de familie langpootmuggen (Tipulidae). De soort komt voor in het Oriëntaals gebied.